# Cantone di Guérigny
Il Cantone di Guérigny è una divisione amministrativa dell'arrondissement di Nevers e dell'arrondissement di Château-Chinon (Ville).
A seguito della riforma approvata con decreto del 18 febbraio 2014, che ha avuto attuazione dopo le elezioni dipartimentali del 2015, è passato da 8 a 33 comuni.

## Composizione
Gli 8 comuni facenti parte prima della riforma del 2014 erano:
- Balleray
- Guérigny
- Nolay
- Ourouër
- Poiseux
- Saint-Martin-d'Heuille
- Urzy
- Varennes-Vauzelles

Dal 2015 i comuni appartenenti al cantone sono i seguenti 33:
- Anlezy
- Balleray
- Bazolles
- Beaumont-Sardolles
- Billy-Chevannes
- Bona
- Cizely
- Crux-la-Ville
- Diennes-Aubigny
- La Fermeté
- Fertrève
- Frasnay-Reugny
- Guérigny
- Jailly
- Limon
- Montigny-aux-Amognes
- Nolay
- Ourouër
- Poiseux
- Rouy
- Saint-Benin-d'Azy
- Saint-Benin-des-Bois
- Saint-Firmin
- Saint-Franchy
- Saint-Jean-aux-Amognes
- Saint-Maurice
- Saint-Martin-d'Heuille
- Saint-Saulge
- Saint-Sulpice
- Sainte-Marie
- Saxi-Bourdon
- Urzy
- Ville-Langy